# لیندن گروو (مینه‌سوتا)
لیندن گروو (به انگلیسی: Linden Grove) یک منطقهٔ مسکونی در ایالات متحده آمریکا است که در Linden Grove Township واقع شده‌است. لیندن گروو ۱۰ نفر جمعیت دارد و ۳۹۸٫۹۹ متر بالاتر از سطح دریا واقع شده‌است.